# Remedia Amoris
De Remedia Amoris (Latijn voor "Remedies tegen de liefde") is een leerdicht van 814 verzen van Publius Ovidius Naso. Hij heeft het circa 1 n.Chr. gepubliceerd. Het is een vervolg op de Ars Amatoria, waarin de kunst van het versieren wordt onderwezen. In de Remedia Amoris onderwijst Ovidius zowel mannen als vrouwen hoe ze weer van de liefde af kunnen komen. De toon is frivool en ironisch.

## Inhoud
Volgens Ovididus moet de kwaal in de kiem gesmoord worden, want door te wachten neemt zij in kracht toe en is zij moeilijker te bestrijden. Hij beschrijft de volgende remedies tegen een ongelukkige liefde:
- Zoek een bezigheid.
- Maak gedurende lange tijd een verre reis.
- Vertrouw niet op toverkunsten.
- Hamer op de slechte kanten van je beminde.
- Buig de goede kwaliteiten van je geliefde om tot slechte.
- Verminder de lust.
- Volg alle adviezen op.
- Zoek een nieuwe liefde.
- Blijf nuchter en kalm.
- Doe eerst wat je niet laten kunt.
- Tel je pijnen bij elkaar op.
- Zoek gezelschap.
- Vermijd anderen die verliefd zijn.
- Negeer je oude liefde.
- Ga in vrede uit elkaar.
- Doe geen moeite voor een ex-aanbedene.
- Neem kort en krachtig afscheid.
- Haal geen herinneringen op.
- Vermijd theaters en liefdespoëzie.
- Zie een rivaal als een vriend.
- Let op wat je eet en drink niet te veel wijn.

## Nederlandse vertaling
- Ovidius. Lessen in liefde. Ars amandi & Remedia amoris, vert. Marietje d'Hane-Scheltema, 2004, ISBN 9025336809